# Assedio di Damietta (1218-1219)
L'assedio di Damietta fu una delle operazioni militari della quinta crociata, nella quale le forze crociate attaccarono l'insediamento portuale di Damietta. La città, allora sotto il controllo del sultano ayyubide al-'Adil I, fu posta sotto assedio nel 1218 e presa dai crociati nel 1219.

## Preparativi
All'inizio della crociata, fu stabilito che un contingente avrebbe dovuto dirigersi verso il delta del Nilo per cercare di conquistare l'importante porto di Damietta, che avrebbe poi dovuto fungere da punto di partenza per la porzione meridionale di una manovra a tenaglia su Gerusalemme, mentre la porzione settentrionale sarebbe partita da Acri. Il controllo dell'area avrebbe inoltre garantito entrate economiche per finanziare la continuazione della crociata e ridotto le capacità operative della flotta musulmana e dell'esercito egiziano.
Nel marzo 1218, le navi crociate partirono alla volta di Acri. Da lì, il 24 maggio, le forze assegnate all'assedio di Damietta salparono per l'Egitto. Il contingente comprendeva gruppi di cavalieri templari, ospitalieri e teutonici, flotte dalla Frisia e dall'Italia e altre truppe raccolte in tutta Europa da numerosi capi militari.

## Fasi dell'assedio

### Arrivo e sbarco

Il delta del Nilo orientale all'epoca della quinta crociata

Le prime navi arrivarono presso le coste egiziane il 27 maggio, ma il grosso delle forze crociate, tra cui i principali comandanti, furono rallentati da difficoltà organizzative e dal maltempo. Nell'attesa che arrivasse il resto della flotta, Simone III di Saarbrücken fu scelto come comandante temporaneo delle operazioni militari. Sotto il suo comando, le forze crociate riuscirono a cogliere di sorpresa le truppe del sultano e a stabilire una testa di ponte sulla costa il 29 maggio senza incontrare alcuna resistenza. I crociati stabilirono il loro campo presso la Jīzat Dimyāṭ ("Penisola di Damietta"), un triangolo di terra sulla sponda occidentale del Nilo posto proprio di fronte alla città e compreso tra il fiume, un vecchio canale semi-interrato noto come al-Azraq ("l'Azzurro") e il Mediterraneo.
Più tardi, il medesimo giorno, giunsero anche le restanti navi cristiane, con a bordo il duca d'Austria Leopoldo VI di Babenberg, i Gran maestri Guillaume de Chartres, Guerin de Montaigu ed Ermanno di Salza e, soprattutto, il re di Gerusalemme Giovanni di Brienne, cui fu affidato il comando generale delle operazioni.
Non disponendo di un numero sufficiente di uomini per affrontare i crociati in campo aperto e preferendo quindi attendere l'arrivo di rinforzi dalla Siria, al-Kāmil, figlio maggiore del sultano giunto dal Cairo per guidare l'esercito saraceno, decise di accamparsi pochi chilometri a sud di Damietta, in un luogo che egli ribattezzò al-'Ādiliya in onore di suo padre.

### Presa della torre di Damietta
La città di Damietta era ben fortificata: circondata da un fossato e protetta da tre cinte murarie di diversa altezza difese da ventotto torri. Inoltre, su di un'isola fluviale appena più a valle sorgeva il Burj al-Silsila (la "Torre della Catena"), così chiamato per via della grande catena di ferro che, tesa fra la torre stessa e le mura esterne della città, poteva chiudere il passaggio sul fiume. Questa massiccia fortificazione era costituita da 70 livelli, era fornita di diversi armamenti e poteva ospitare fino a 300 soldati e provviste sufficienti per un anno, rendendola un inaggirabile ostacolo sul cammino per raggiungere Damietta. Una volta occupata la linea costiera e fortificato l'accampamento, il primo obiettivo dei crociati era quindi la cattura di questa torre che proteggeva l'accesso via fiume alla città di Damietta. Tuttavia, trovare un modo per assaltarla era tutt'altro che semplice, dato che le linee di approccio alla torre erano limitate al solo lato nord: il braccio orientale del fiume intorno all'isola era infatti chiuso dalla già citata catena, mentre quello occidentale era troppo poco profondo per permettere il passaggio delle navi.

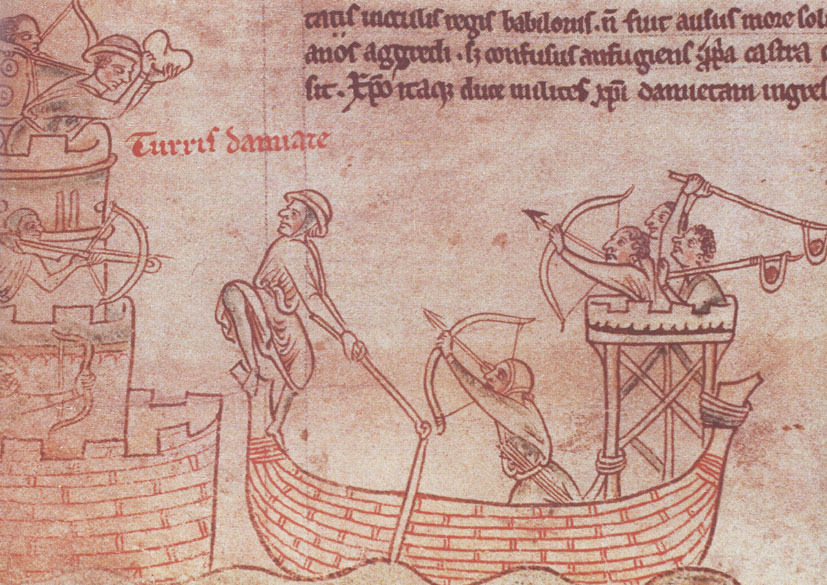
Crociati frisoni attaccano la torre di Damietta, illustrazione dalla Chronica Majora di Matthew Paris, XIII secolo.

Il 23 o il 24 giugno le forze crociate lanciarono un primo grande attacco contro la torre, cui presero parte quasi 80 navi, alcune delle quali dotate di catapulte. L'attacco fu tuttavia sostanzialmente inefficace contro le massicce fortificazioni e i crociati, bombardati dalle continue salve delle truppe egiziane, dovettero presto ritirarsi. Per superare le difese musulmane, i cristiani idearono e realizzarono due nove imbarcazioni apposite: la prima, capitanata da Leopoldo VI, era costituita da due cocche legate assieme su cui poggiavano diverse scale da assedio; la seconda, capitanata da Adolfo III di Berg, era una nave, detta maremme, dotata di una piccola fortezza in cima all'albero maestro da cui i soldati potevano lanciare rocce e giavellotti. Il 1º luglio, le nuove imbarcazioni furono portate in posizione e fu lanciato un nuovo assalto alla torre. L'attacco fu tuttavia un completo fallimento: la maremme fu presto costretta a ritirarsi a causa della maggiore potenza di fuoco dei difensori, mentre le scale da assedio che i crociati erano riusciti ad assicurare alle mura della torre collassarono sotto l'eccessivo peso dei soldati.
Per quasi due mesi, i crociati cercarono più volte di prendere la torre, ma ogni tentativo fu fallimentare. Per riuscire nella loro impresa, le forze cristiane dovettero costruire un nuovo tipo di arma d'assedio navale, la cui invenzione viene spesso attribuita al cronista e vescovo Oliviero di Paderborn, che ebbe l'idea di combinare le caratteristiche delle due imbarcazioni costruite in precedenza: due navi furono legate assieme e su di esse furono innalzati quattro alberi e quattro pennoni, sui quali fu poi costruita una torre d'assedio fornita di una scala a chiocciola. La struttura fu poi coperta da uno strato di pelli animali per proteggerla dal fuoco greco dei saraceni. Il 24 agosto, la macchina d'assedio fu trasportata presso la torre e grazie a essa i soldati crociati riuscirono a farvi irruzione; il giorno dopo, la guarnigione a difesa della torre si arrese e la flotta crociata poté spezzare la catena che chiudeva il passaggio verso Damietta; inoltre fu distrutto il ponte di barche che collegava l'isola alla città e ne fu costruito uno nuovo verso la sponda occidentale del fiume.
Il 31 agosto, l'anziano al-'Ādil I morì per un attacco cardiaco, forse causato proprio dalla notizia della caduta della torre di Damietta. Suo figlio al-Kāmil, già comandante delle operazioni militari, gli succedette come sultano d'Egitto.

### Pausa delle operazioni e arrivo dei rinforzi

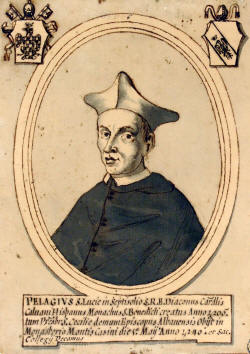
Ritratto del cardinale portoghese Pelagio Galvani, legato pontificio per la quinta crociata

Sebbene il maggiore ostacolo alla navigazione sul fiume fosse ora stato rimosso, l'esercito crociato non seppe approfittarne per attaccare immediatamente la città o l'accampamento musulmano, dando tempo ad al-Kāmil di riorganizzare le difese. Le cause di questa apparente inazione non sono pienamente chiare: secondo Oliviero da Paderborn, i soldati furono "presi da indolenza e pigrizia" dopo la vittoria; mentre secondo Jacques de Vitry, i comandanti preferirono attendere la fine del periodo di piena del Nilo e l'arrivo dei rinforzi che il papa aveva promesso. Diversi fra i combattenti crociati, soprattutto tra i soldati tedeschi e frisoni, cominciarono effettivamente i preparativi per tornare in patria, ritenendo la conquista della torre uno sforzo sufficiente ad adempiere al loro voto, ma le loro partenze furono più che compensate dalle nuove truppe che giunsero già dalla settimana successiva: agli inizi di settembre giunse un contingente pontificio guidato dal cardinale e legato pontificio Pelagio Galvani e da Robert Curson, seguito pochi giorni dopo da un esercito formato da vari nobili inglesi, tra cui Ranulph de Blondeville e Oliver FitzRoy, figlio illegittimo del re Giovanni d'Inghilterra; entro fine ottobre giunse anche un cospicuo contingente di crociati francesi guidati da cinque vescovi e da vari nobili.
Il cardinale Pelagio Galvani era stato inviato da Onorio III con l'obiettivo di mantenere l'unità dell'esercito crociato e di agire come mediatore per mitigare i contrasti tra le varie fazioni, tuttavia con la sua intransigenza e il suo approccio ideologico e dogmatico egli avrebbe finito invece per esacerbare quei contrasti, influendo pesantemente sull'andamento non solo dell'assedio, ma anche dell'intera crociata. Appena sbarcato al campo crociato, Pelagio mise immediatamente in discussione il ruolo di comandante di Giovanni di Brienne, reclamandolo invece per sé; egli sosteneva infatti che, essendo le crociate uno sforzo collettivo di tutti i cristiani, i soldati crociati agissero come servitori della Chiesa e non del Regno di Gerusalemme, e che quindi la propria autorità in quanto emissario della Chiesa fosse superiore a quella del sovrano temporale. L'approccio al comando di Pelagio fu dispotico ed egli non si limitò a controllare gli aspetti organizzativi e spirituali della spedizione ma prese decisioni e iniziative anche in ambito militare, spesso contro il consiglio di altri comandanti ben più esperti.

### Contrattacchi saraceni
Queste settimane di tregua si rivelarono essenziali per al-Kāmil per riorganizzare e rifornire le truppe saracene, demoralizzate e disunite dopo la caduta della torre. Addirittura, le forze musulmane poterono agire talmente indisturbate da riuscire a costruire una diga sul fiume poco lontano dal campo cristiano per bloccare il passaggio alle navi crociate e ci vollero diversi assalti da parte dei cristiani per riuscire a ricacciare indietro i saraceni e demolire la diga. Il sultano fece allora caricare alcune navi con grosse pietre e le fece poi affondare nel fiume un paio di chilometri a nord di Damietta, riuscendo a bloccare l'accesso al Nilo fino alle prime settimane del 1219.
Dopo aver ricevuto alcuni rinforzi, al-Kāmil decise di lanciare un grande attacco diretto all'accampamento crociato il 6 ottobre 1218. L'obiettivo dell'attacco era prendere i cristiani in una manovra a tenaglia: 4000 cavalieri attraversarono il fiume con un ponte di barche presso Būra per assaltare il campo dal lato del vecchio canale, mentre un vasto regimento composto da arcieri e fanti discese il Nilo con una cinquantina di imbarcazioni per attaccare la Jīzat Dimyāṭ sul lato del fiume. Per fortuna dei crociati, Giovanni di Brienne e una piccola pattuglia si trovavano in ricognizione presso la riva quando si imbatterono nelle truppe saracene appena sbarcate; Giovanni e i suoi compagni caricarono immediatamente i soldati musulmani prima che questi potessero organizzarsi e, pur essendo in netta inferiorità numerica, riuscirono a trucidare la maggior parte dei nemici; solo in pochi riuscirono a salvarsi gettandosi nel Nilo, dove molti di essi affogarono. Allo stesso tempo, l'assalto della cavalleria non riuscì a sfondare le fortificazioni sul lato sud-occidentale del campo e il sultano dovette alla fine ordinare la ritirata.
Nuovamente, i crociati non approfittarono di questa vittoria per lanciare un attacco generale e concludere rapidamente la presa della città ma si limitarono a portare avanti alcune incursioni via nave, tutte conclusesi con scarsi risultati.
Il 26 ottobre, le truppe egiziane tentarono un secondo attacco contro il campo cristiano, ma anche esso si concluse in una totale disfatta. Le perdite tra le file musulmane furono talmente ingenti da costringere al-Kāmil a ripiegare su una tattica totalmente difensiva, limitandosi a innalzare barricate e fortificare le rive per ostacolare l'avanzata delle navi crociate.

### Maltempo, epidemie e cambio di leadership

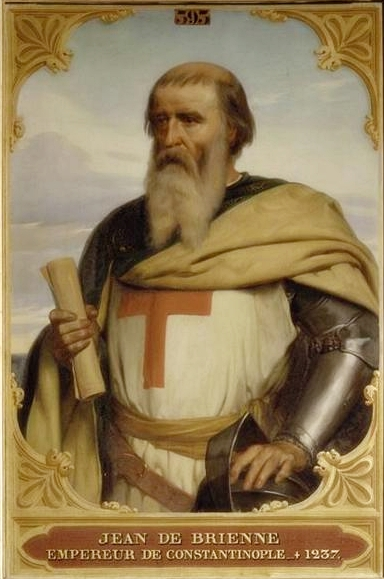
Ritratto immaginario di Giovanni di Brienne, François-Édouard Picot, 1845

Incoraggiati da questa vittoria e dall'arrivo di numerosi rinforzi, i crociati decisero finalmente di riprendere l'offensiva. Per facilitare le operazioni militari, fu stabilito di ripristinare il canale al-Azraq, la cui riapertura avrebbe permesso alle navi di raggiungere direttamente dal Mediterraneo un punto del Nilo più a monte rispetto alla città di Damietta, aggirando così le barricate costruite dai saraceni. I lavori di dragaggio cominciarono in novembre e si protrassero fino ai primi di dicembre. Fu inoltre avviata la costruzione di una versione potenziata della macchina d'assedio che aveva permesso la presa della torre: stavolta ben sei navi furono legate assieme e su di esse fu eretta una vera e propria fortezza galleggiante che sarebbe dovuta servire ad assalire le mura di Damietta.
Tuttavia, l'avvicinarsi dell'inverno portò con sé un drastico peggioramento delle condizioni meteorologiche. Il 29 novembre, si scatenò una violenta tempesta che si protrasse per tre giorni: i forti venti e le piogge torrenziali fecero gonfiare rapidamente il Nilo che straripò sommergendo l'accampamento crociato (e anche quello saraceno). I danni furono ingenti: decine di soldati affogarono, diverse navi ruppero gli ormeggi e andarono alla deriva, quintali di provviste furono spazzati via. La grande fortezza galleggiante fu trascinata sulla riva del fiume controllata dai musulmani, i quali la distrussero per impedire che i crociati potessero riprendersela. Fortunatamente per le truppe cristiane, il canale al-Azraq, ormai quasi completamente liberato, facilitò il drenaggio dell'acqua al termine dell'inondazione. A seguito della tempesta, l'esercito crociato fu devastato da una serie di epidemie che uccisero tra un sesto e un quinto dei cristiani, tra cui anche il cardinale Robert Curson.
Seppur con meno intensità, il maltempo proseguì fino a gennaio, prolungando le condizioni di disagio dei soldati e generando un diffuso malcontento tra le truppe crociate. Fu in questa difficile situazione che Pelagio, appoggiato dalle truppe italiane e da tutti quei soldati scontenti e frustrati dal lungo periodo di inattività seguito alla presa della torre e dalla mancanza di significativi progressi nella guerra, prese definitivamente il comando supremo della quinta crociata dalle mani di Giovanni di Brienne, cui rimase il sostegno solo delle truppe frisone e tedesche.

### Ripresa dell'offensiva crociata e accerchiamento della città
Giunto l'anno nuovo, le condizioni meteorologiche cominciarono finalmente a migliorare, ma ci volle ancora tempo prima che le operazioni militari potessero effettivamente riprendere. L'unico evento degno di nota fu un'incursione portata avanti da un manipolo di soldati tedeschi e frisoni che riuscirono a risalire il fiume e a sabotare il ponte di barche presso il campo saraceno, successo al quale anche stavolta tuttavia i crociati non diedero seguito. Fu solo verso la fine del mese che si decise finalmente di ricominciare l'offensiva. Il 2 febbraio 1219, il cardinale Pelagio ordinò che tutto l'esercito si confessasse in previsione di una mobilitazione generale e il giorno dopo i crociati lanciarono un pesante attacco navale, guidato dal duca Leopoldo, grazie al quale riuscirono a distruggere la maggior parte delle fortificazioni sulle sponde del Nilo, sebbene poi l'arrivo di una nuova burrasca li costrinse alla ritirata. Tuttavia i preparativi per un'imminente avanzata continuarono, dettati anche dal fatto che, dopo oltre due mesi di pioggia quasi incessante, l'accampamento cristiano era ormai diventato quasi del tutto impraticabile.
Intanto nel campo saraceno le ripetute sconfitte subite in battaglia avevano incrinato l'autorità del neo-sultano e generato diversi malumori tra le alte sfere dell'esercito. Sotto la guida del curdo Imād al-Dīn Aḥmad ibn al-Mashṭūb, emiro di Nablus e comandante dell'importante reggimento curdo degli Hakkari, fu organizzata una congiura mirata a spodestare al-Kāmil tramite un colpo di Stato militare per sostituirlo con suo fratello minore al-Fa'iz Ibrahim. La notte tra il 4 e il 5 febbraio, al-Kāmil, venuto a conoscenza della congiura, fuggì di nascosto dall'accampamento e si rifugiò ad Ashmūn, da dove intendeva probabilmente raggiungere lo Yemen, governato da suo figlio Al-Mas'ūd Yūsuf. Quando all'alba nell'accampamento si sparse la voce che il sultano era fuggito, l'esercito fu colto dal panico e i soldati si diedero alla fuga in modo disordinato, abbandonando nell'accampamento armi e rifornimenti e lasciando sguarnite le postazioni difensive lungo la sponda orientale del Nilo.
I crociati, informati da una spia di ciò che stava accadendo nel campo saraceno, si affrettarono ad attraversare il fiume e ad occupare l'accampamento musulmano ormai deserto, incontrando poca o nessuna resistenza sul percorso. Lì le truppe cristiane si impadronirono di tutto quello che le truppe egiziane aveva lasciato indietro nella fuga: tende, armi, utensili d'oro e d'argento, bestiame, vettovaglie e in alcuni casi persino donne e bambini. Allo stesso modo, presero possesso delle decine di navi e imbarcazioni di vario tipo che i saraceni avevano abbandonato ancora ormeggiate lungo la riva del fiume.
Accerchiata finalmente Damietta, l'esercito crociato stabilì accampamenti tutto intorno alla città: Pelagio, con le truppe romane, genovesi, veneziane e di altre città italiane, a nord; i templari, gli ospitalieri e un contingente provenzale a est; Giovanni di Brienne, con le truppe pisane e francesi, a sud; le truppe frisone e tedesche nel vecchio campo sulla riva ovest. Fu costruito inoltre un primo ponte di barche per collegare gli accampamenti sulle opposte rive del fiume, cui ne fu poi aggiunto un secondo nel mese successivo. Nel corso del mese di febbraio, giunsero inoltre a rimpinguare le file dei crociati un distaccamento di cavalieri ciprioti, comandato da Gualtiero III di Cesarea, e un contingente di soldati francesi, guidato da Ugo IX di Lusignano e da Simone di Joinville.

### Primo negoziato
Intanto la situazione dell'esercito saraceno era migliorata grazie all'intervento di al-Mu'aẓẓam Musa, sultano di Damasco nonché fratello di al-Kāmil. Giunto con rinforzi dalla Siria tra il 7 e l'8 febbraio per dare manforte alla resistenza musulmana e trovando i soldati del fratello sparpagliati nella zona di Ashmūn a seguito della loro precipitosa fuga, il sultano siriano riuscì a radunare e riorganizzare nuovamente le truppe egiziane e ad arrestare Ibn al-Mashṭūb, permettendo così ad al-Kāmil di tornare e di riprendere il controllo dell'esercito. I saraceni stabilirono il loro nuovo accampamento presso Fariskur, pochi chilometri più a sud di al-'Ādiliya, e da lì inviarono un messaggero al campo crociato per richiedere l'inizio di una trattativa per porre fine alle ostilità.
Nel trattato di pace proposto, al-Kāmil e al-Mu'aẓẓam offrirono ai cristiani la riconsegna di tutti i territori del Regno di Gerusalemme, ad eccezione dei castelli di Kerak e Montréal (che garantivano il controllo della via che collegava l'Egitto alla Siria), e trent'anni di tregua in cambio della partenza dei crociati dall'Egitto. Giovanni di Brienne e i nobili francesi e levantini si dimostrarono favorevoli ad accettare l'offerta, ricordando che l'obiettivo della crociata era proprio la riconquista di Gerusalemme e che l'attacco su Damietta era stato lanciato esclusivamente per facilitare questo scopo. Pelagio tuttavia non diede ascolto alle loro raccomandazioni e, con l'appoggio dei templari, degli ospitalieri e soprattutto delle truppe italiane, declinò l'offerta. Anche quando l'emissario del sultano tornò con una seconda offerta, nella quale, oltre a quanto già citato in precedenza, si aggiungevano anche 30 000 bisanti come compensazione per i due castelli, Pelagio rimase inamovibile.
Le ragioni esatte di questo netto rifiuto non sono note. Secondo lo storico Thomas C. Van Cleve, Pelagio si era probabilmente convinto che, con l'arrivo di ulteriori rinforzi, avrebbe potuto ottenere conquiste ben maggiori in Egitto, forse persuaso anche dagli esponenti delle repubbliche marinare, che avevano tutto l'interesse a mantenere una base stabile nel delta del Nilo per i loro commerci.

### Nuova controffensiva saracena
Terminata la tregua per i negoziati, i crociati iniziarono l'opera di fortificazione dei loro nuovi accampamenti e la stesura di piani per assaltare e prendere la città. I capi cristiani erano infatti convinti che Damietta e le sue mura fossero strettamente presidiate, ignorando che in realtà la guarnigione a difesa della città, che contava inizialmente 20 000 uomini, era stata decimata da un'epidemia (probabilmente di dissenteria) e che se quindi avessero assaltato le mura prima che l'esercito musulmano si fosse riorganizzato, sarebbero probabilmente riusciti a prendere Damietta in breve tempo.

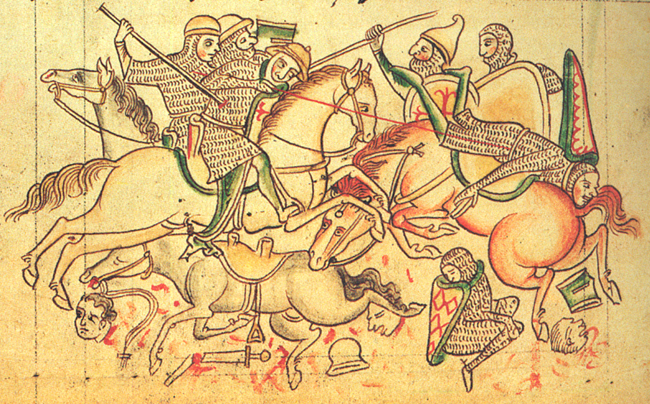
Scontro fra crociati e saraceni sotto le mura di Damietta, illustrazione dalla Chronica Majora di Matthew Paris, XIII secolo.

Al-Kāmil intanto lanciò un appello a tutto il mondo musulmano, in particolare al califfo di Bagdad al-Nāṣir, di accorrere a dare supporto, mentre al-Mu'aẓẓam inviò in Palestina l'ordine di demolire varie fortificazioni, tra cui anche le mura di Gerusalemme, per renderne impossibile la difesa nel caso fossero cadute in mani crociate. Lo stesso sultano damasceno indisse inoltre una campagna di reclutamento tra la popolazione egiziana e impose pesanti tasse a ebrei, copti e melchiti per finanziare lo sforzo bellico.
All'inizio di marzo, dopo aver ricevuto ulteriori rinforzi dalla Siria, i saraceni erano pronti a iniziare una nuova controffensiva. Il primo attacco sul campo crociato fu lanciato il 3 marzo, ma fu prontamente respinto, così come accadde al secondo attacco del 17 marzo. Visti gli scarsi risultati di questi primi assalti, al-Kāmil mise in mobilitazione tutte le truppe a disposizione e all'alba del 31 marzo 1219, domenica delle palme, lanciò un grande attacco frontale su tutte le posizioni crociate. Tuttavia, nonostante la netta superiorità numerica rispetto ai cristiani, le forze musulmane riuscirono solo a danneggiare parte di uno dei ponti prima di doversi ritirare a causa delle ingentissime perdite. L'esercito del sultano tentò un'altra sortita il successivo 7 aprile, domenica di pasqua, ma dopo che anche questa si fu conclusa in fallimento, dovette fermarsi per riorganizzarsi.
Con la controffensiva saracena almeno momentaneamente in pausa e l'arrivo della bella stagione, molti crociati decisero di tornare finalmente in patria, tra i quali anche il duca Leopoldo d'Austria. Per convincere i soldati a restare, Pelagio offrì a chiunque avesse deciso di posticipare la partenza l'indulgenza plenaria non solo per i suoi peccati ma anche per quelli di tutti i famigliari più stretti. Fortunatamente per il legato pontificio, le truppe in partenza furono più che compensate dalle migliaia di soldati e rifornimenti che giunsero dall'Europa tra aprile e gli inizi di maggio.
Temendo un eccessivo rafforzamento delle forze crociate, al-Kāmil decise di lanciare un altro grande attacco sul campo cristiano tra il 16 e il 18 maggio; anche questo attacco fu però respinto e le perdite tra i musulmani furono di nuovo ingentissime. Un ultimo assalto frontale fu tentato il successivo 26 maggio, ma i saraceni furono ancora una volta sconfitti dai crociati, che vinsero utilizzando la tattica lombarda del carroccio.

### Assalti alle mura
Scongiurata la minaccia degli attacchi frontali saraceni, i crociati iniziarono i preparativi per tentare la presa della città; provarono anche a scavare dei tunnel sotto le mura di Damietta per indebolirle, ma questi ogni volta furono allagati dalle acque del fossato che circondava la città. Una volta ultimata la costruzione delle macchine d'assedio, la maggioranza dei capi militari crociati sconsigliò di tentare assalti alle mura che coinvolgessero il grosso dell'esercito poiché ciò sarebbe stato troppo rischioso e avrebbe inevitabilmente lasciato gli accampamenti esposti alle scorrerie delle truppe saracene di stanza a Fariskur, ma i loro suggerimenti furono totalmente ignorati da Pelagio, che ordinò l'inizio di una serie di assalti alla città.
Il primo assalto fu lanciato l'8 luglio 1219: le truppe pisane e veneziane approcciarono le mura sul Nilo con decine di navi provviste di scale d'assedio, mentre il resto dell'esercito aveva il compito di dare supporto impegnando la guarigione di Damietta sugli altri fronti. L'attacco fu tuttavia un disastro; le navi cristiane si videro piombare addosso una pioggia di fuoco greco e dovettero presto ritirarsi, mentre le truppe di terra non poterono dare il supporto richiesto perché costrette a rispondere a una serie di attacchi di disturbo portati dall'esercito saraceno, avvisato tramite opportuni segnali dalla guarnigione sulle mura di Damietta.
Sebbene le previsioni dei suoi comandanti riguardo la futilità del suo piano si fossero rivelate esatte, Pelagio volle comunque persistere con la stessa strategia. Analoghi attacchi furono lanciati il 10, il 13 e il 31 luglio, e ogni volta lo svolgimento e l'esito furono esattamente gli stessi. Anzi, gli attacchi di disturbo dell'esercito saraceno si fecero sempre più efficaci riuscendo a penetrare sempre più in profondità nel campo crociato. Nell'attacco del 31 luglio in particolare, le truppe di al-Kāmil riuscirono a penetrare fin dentro l'accampamento dei templari e solo la prontezza del loro nuovo Gran maestro Pierre de Montaigu (subentrato all'ormai moribondo Guillaume de Chartres) e l'intervento dei cavalieri teutonici impedirono che venisse completamente distrutto.
Pelagio pretese la prosecuzione degli assalti alla città fino alla metà di agosto, quando il livello del Nilo si abbassò inaspettatamente a tal punto da rendere impossibile avvicinarsi alle mura via nave.

### Battaglia di Fariskur

Episodi salienti dell'assedio di Damietta

I ripetuti fallimenti nella presa della città ebbero un effetto devastante sul morale delle truppe crociate e presto gli scontri tra le varie fazioni si riaccesero più aspri che mai. Le diverse componenti dell'esercito crociato iniziarono ad addossarsi a vicenda le responsabilità della mancata presa della città; le truppe accusarono i loro comandanti di tradimento e li tacciarono di codardia per non aver voluto affrontare i musulmani in campo aperto e pretesero un immediato attacco diretto al campo dei saraceni. Per evitare un possibile ammutinamento, i capi crociati decisero con riluttanza di assecondare la volontà dei loro soldati e iniziarono i preparativi per l'attacco, ben consapevoli di quanto tale operazione fosse scriteriata.
La mattina del 29 agosto, due terzi dell'esercito crociato lasciarono gli accampamenti e si misero in marcia verso Fariskur. Tuttavia, quando i musulmani videro le forze cristiane in avvicinamento, smontarono rapidamente l'accampamento e finsero una ritirata. Davanti a questo evento inaspettato il fronte crociato si sfaldò rapidamente: Giovanni di Brienne e una parte delle truppe volevano accamparsi per poter meglio capire le intenzioni del nemico; un'altra parte delle truppe richiese invece di potersi ritirare a sua volta, lamentando l'eccessiva temperatura e la mancanza di acqua nella zona; e un'altra parte ancora insistette al contrario per inseguire i saraceni. In questo frangente di totale disunità dei cristiani, l'esercito musulmano arrestò la finta ritirata e caricò frontalmente le disorganizzate truppe crociate. L'esercito cristiano andò in rotta e solo l'abilità militare di Giovanni di Brienne e dei Gran maestri Pierre e Guerin de Montaigu evitò che venisse completamente annichilito, riuscendo a coprire la ritirata.
Quel giorno, quasi 4 300 crociati morirono sul campo di battaglia, compresi alcuni tra i migliori combattenti della spedizione, e molti altri furono fatti prigionieri.

### Secondo negoziato
Al-Kāmil approfittò di questa grande vittoria per riaprire il tavolo dei negoziati, convinto che stavolta i crociati sarebbero stati più recettivi. Le motivazioni principali che spinsero il sultano a rinnovare la sua offerta di pace furono due: la mancata piena del Nilo con la conseguente carenza di rifornimenti e, soprattutto, la terribile situazione all'interno di Damietta, dove la fame e le malattie stavano mietendo migliaia di vittime.
Le condizioni offerte stavolta ai crociati furono ancora più favorevoli: oltre a confermare quanto offerto nella precedente trattativa, il sultano aggiunse in cambio della partenza dei crociati anche la ricostruzione a sue spese delle fortificazioni fatte distruggere da suo fratello al-Mu'aẓẓam (comprese le mura di Gerusalemme), la restituzione del frammento della Vera Croce portato via da Saladino dopo la battaglia di Hattin e la liberazione di tutti i prigionieri cristiani detenuti in Egitto e Siria. Aggiunse anche la consegna di venti nobili musulmani da tenere in ostaggio come garanzia fino al completamento delle ricostruzioni pattuite.
Di nuovo, Giovanni di Brienne e i suoi sostenitori, cui si aggiunsero stavolta anche i cavalieri teutonici e i nobili inglesi, si schierarono a favore dell'accordo, mentre Pelagio e i suoi sostenitori, incoraggiati a perseverare nella loro posizione oltranzista dall'arrivo di un cospicuo contingente dall'Inghilterra guidato da Savaric de Mauléon, rimasero fermamente contrari. L'opposizione del legato pontificio stavolta non impedì tuttavia che la discussione all'interno delle forze crociate sull'accettazione o meno della proposta di pace si protraesse per diverse settimane, e al-Kāmil, sapendo di non avere più molto tempo a disposizione per soccorrere la città, decise di violare la tregua che era stata sancita tra i due eserciti e il 25 settembre lanciò una serie di attacchi sul campo crociato sperando di riuscire a portare dei rifornimenti a Damietta. Quando questi attacchi fallirono, il sultano tentò di corrompere alcuni crociati per ottenere la loro collaborazione, ma questi furono scoperti e messi a morte. Nonostante queste violazioni, le discussioni tra i cristiani proseguirono fino al 3 novembre, quando l'emissario musulmano ricevette la definitiva risposta negativa.

### Presa di Damietta

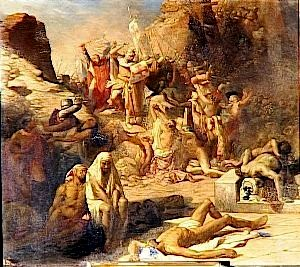
La presa di Damietta in un dipinto delle Sale delle Crociate nella reggia di Versailles, Henri Delaborde, 1839.

Dopo aver sventato un ulteriore tentativo dei saraceni di intrufolarsi a Damietta (tentativo che per poco non andò a buon fine a causa della negligenza del conte di Nevers Erveo IV di Donzy), l'esercito crociato, riposatosi e riorganizzatosi durante la tregua e ricompattatosi a seguito delle violazioni del sultano, era ora pienamente concentrato sulla preparazione dell'assalto finale alla città. Per evitare ulteriori rallentamenti o distrazioni, Pelagio adottò misure draconiane: chiunque avesse abbandonato il posto di guardia sarebbe stato impiccato, chi si fosse rifiutato di combattere sarebbe stato esiliato o avrebbe subito l'amputazione di una mano, chi fosse stato sorpreso a non portare sempre con sé un'arma sarebbe stato soggetto a scomunica.
La guarnigione di Damietta, decimata dalla dissenteria e fiaccata dalla fame, non era ormai più in grado di presidiare tutte le mura della città. La sera del 4 novembre alcune sentinelle crociate notarono che una delle torri, danneggiata quello stesso giorno da un bombardamento dei mangani degli ospitalieri, era stata lasciata completamente sguarnita. Nella notte, un manipolo di soldati scalò le mura, occupò la torre e permise all'esercito crociato di entrare nella città. La mattina seguente, l'esercito saraceno, vedendo gli stendardi crociati sventolare sopra le mura di Damietta, abbandonò rapidamente Fariskur per ripiegare più a sud, verso la fortezza di Mansura.
Una volta varcati i cancelli, i soldati crociati si trovarono davanti una città quasi deserta, devastata dalla malattia e dalla mancanza di provviste, con migliaia di cadaveri abbandonati a marcire per le strade. Pur non conoscendo le cifre esatte, si stima che la popolazione di Damietta prima dell'inizio dell'assedio si attestasse tra i 60 000 e gli 80 000 abitanti; al momento della presa della città, ne sopravvivevano a malapena 10 000, e alcune fonti parlano addirittura di appena 3000.
Alla maggior parte della popolazione superstite fu permesso di lasciare la città, sebbene vi siano anche testimonianze di alcuni casi di rapimento e di vendita in schiavitù. Essendo Damietta un importante porto e scalo commerciale, i crociati vi trovarono ovviamente anche grande quantità di merci preziose: tessuti, sete, gemme e utensili d'oro e d'argento e altri oggetti di valore; tuttavia, nonostante l'esplicito divieto di saccheggio fatto da Pelagio e le gravi pene promesse agli eventuali trasgressori, la maggioranza del bottino finì nelle tasche dei singoli razziatori, mentre nelle casse comuni dell'esercito entrarono appena 400 000 bisanti.

## Eventi successivi

### Conquista di Tinnīs

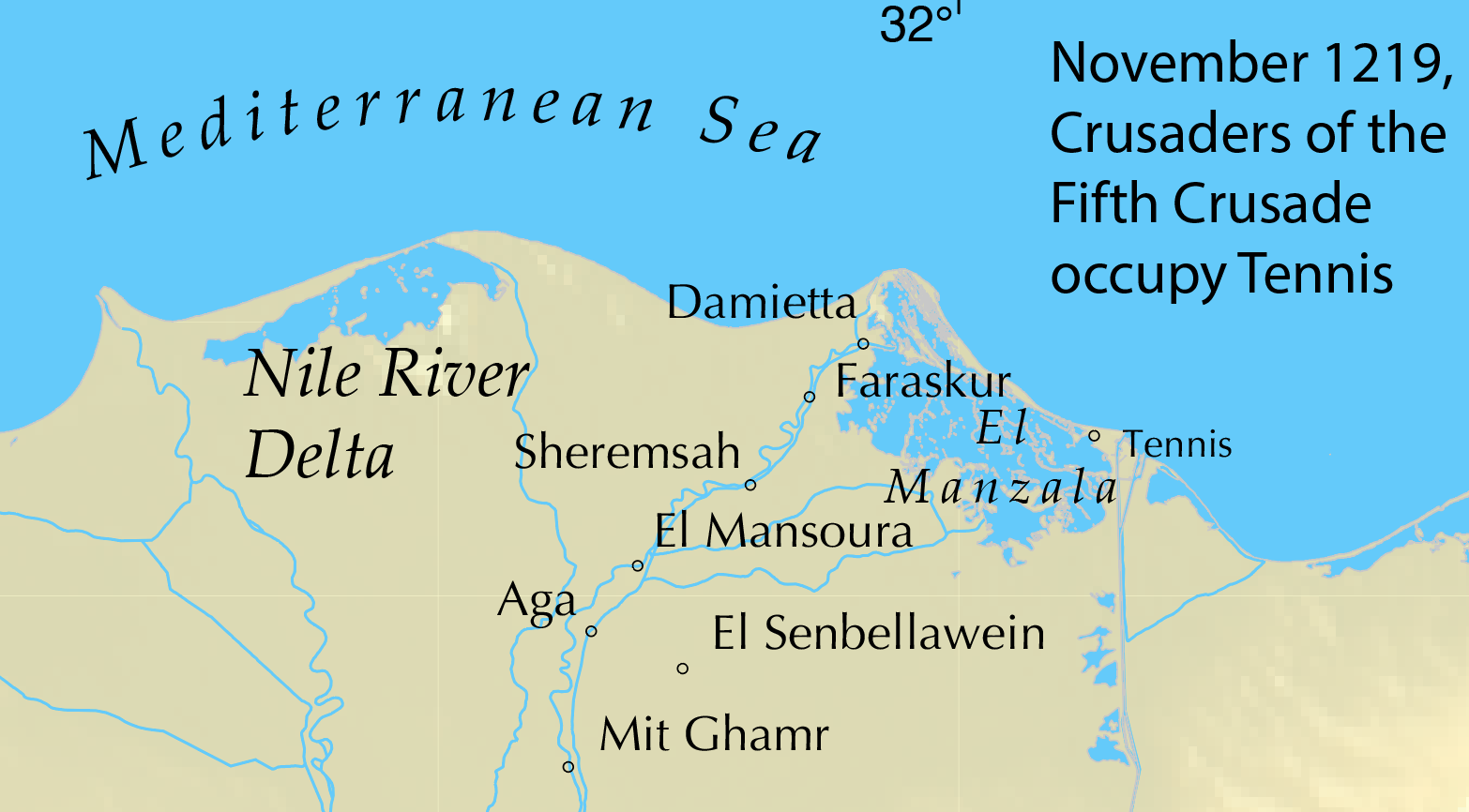
La posizione di Tinnīs (Tennis) nel Delta del Nilo

Le fortificazioni di Damietta erano rimaste sostanzialmente intatte al termine dell'assedio, e i crociati poterono quindi usare immediatamente la città come base d'appoggio per ulteriori manovre militari. Il 23 novembre l'esercito cristiano attaccò la vicina Tinnīs, la cui guarnigione si arrese senza combattere. La presa di questa seconda fortezza portuale garantì ai crociati il pieno controllo del lago Manzala, con le sue saline e le sue abbondanti riserve di pesce.

### Dissidi sul governo di Damietta e faide tra i crociati
Dopo la presa della città, le tensioni fra Giovanni di Brienne e Pelagio Galvani riesplosero: Giovanni riteneva, infatti, che i nuovi territori conquistati, in quanto parte delle Terre d'Oltremare, dovessero rientrare sotto la giurisdizione del Regno di Gerusalemme; mentre Pelagio sosteneva che, in quanto conquista collettiva dei cattolici di tutta Europa, il governo di Damietta e della sua provincia spettasse alla Chiesa universale, e di conseguenza a lui in quanto rappresentante di essa. Davanti a questo ennesimo oltraggio alla propria autorità, Giovanni minacciò di abbandonare la crociata e Pelagio si vide costretto a concedergli temporaneamente il governo della città, affermando però che l'ultima parola sulla questione sarebbe dovuta spettare al papa, al quale fu inviata una missiva per richiederne l'arbitrato. Stavolta la stragrande maggioranza delle forze crociate, compresi anche templari e ospitalieri, si schierò dalla parte di Giovanni, mentre a Pelagio rimase il sostegno dei soli contingenti italiani.
A seguito di questa disputa per il comando, anche le tensioni tra le varie componenti dell'esercito si riaccesero, sfociando occasionalmente in episodi di violenza o veri e propri scontri armati. Le truppe italiane cominciarono a sostenere di aver diritto a una quota di bottino più grande di quella che gli era stata concessa e il 21 dicembre 1219, imbracciate le armi, espulsero tutte le truppe francesi dalla città. Quando Pelagio tentò di fare da mediatore ma fu minacciato di morte dagli stessi soldati italiani, i templari e gli ospitalieri presero le armi a loro volta insieme ai francesi e il 6 gennaio 1220 espulsero gli italiani da Damietta. Onde riportare la pace e non alienarsi gli unici sostenitori rimastigli, Pelagio ordinò una ridistribuzione del bottino che fosse più favorevole agli italiani, ottenendo così una seppur apparente e temporanea riappacificazione tra le parti.
Dopo aver sufficientemente ripulito la città, il 2 febbraio 1220, in occasione della Candelora, si tenne una solenne cerimonia per celebrare la vittoria dei cristiani, durante la quale la grande moschea di Damietta fu convertita in una cattedrale e consacrata alla "Beata Vergine". La città fu poi divisa in varie zone di competenza e ciascuna delle nazionalità che componevano l'esercito crociato si vide assegnare un quartiere in cui stabilirsi.
Nonostante gli accordi raggiunti, Pelagio continuò a scavalcare con prepotenza Giovanni di Brienne nella gestione della città e questi, consapevole che Onorio III avrebbe inevitabilmente avallato le pretese del legato pontificio, decise di partire e abbandonare la crociata, preferendo concentrarsi sulla sua possibilità di succedere a suo suocero Leone II d'Armenia sul trono di Cilicia.

### Prosieguo della crociata
Una volta partito il suo principale contendente e ottenuto il beneplacito papale, il governo di Pelagio si fece quasi tirannico: egli impose pesanti restrizioni sui movimenti in entrata e in uscita di uomini e navi e pretese che ogni decisione passasse attraverso di lui. Ciò rallentò enormemente la capacità dell'esercito crociato di rispondere alle operazioni dei saraceni, facendo perdere in breve ai cristiani la supremazia marittima, ed esacerbò ulteriormente gli animi dei soldati abbattendone il morale.
I contrasti tra le varie fazioni delle forze crociate continuarono ad acuirsi nel corso del tempo, rendendo sempre più difficile mantenere unito l'esercito cristiano e minando ogni possibilità di ulteriori conquiste. Gli stessi contrasti saranno anzi, insieme all'intransigenza di Pealgio, la causa ultima della successiva disfatta di Mansura, a seguito della quale i crociati saranno costretti a riconsegnare Damietta ai musulmani vanificando così gli sforzi dell'assedio.

## Elenco dei crociati caduti nell'assedio
Nel corso dell'assedio di Damietta persero la vita diverse figure di rilievo dell'esercito crociato, tra cui:
- Robert Curson, cardinale inglese;
- Guillaume de Chartres, Gran maestro dell'Ordine templare;
- Oliver FitzRoy, nobile inglese, figlio illegittimo di re Giovanni d'Inghilterra;
- Adolfo III di Berg, conte di Berg;
- Ademaro di Lairon, signore di Cesarea e maresciallo dell'Ordine ospitaliero;
- Ugo IX di Lusignano, signore di Lusignano, conte della Marche e d'Angoulême
- Milone IV di Le Puiset, signore di Le Puiset, visconte di Chartres e conte di Bar-sur-Seine;
- Saer de Quincy, conte di Winchester;
- Guglielmo III di Jülich, conte di Jülich.